# Pie
Pie var tidigare en myntenhet i Indien, 1 pie motsvarade 1/3 paisa, 1/12 anna eller 1/192 rupie.